# Athetis lenta
Athetis lenta là một loài bướm đêm trong họ Noctuidae.